# American Mary
American Mary is een Canadese drama-horrorfilm uit 2012 onder regie van 'The Soska Sisters' (Jen en Sylvia Soska). De productie won zowel de prijs voor beste film als die voor beste regie, beste cinematografie, beste grime en beste hoofdrolspeelster (Katharine Isabelle) op het Screamfest Horror Film Festival 2012.

## Verhaal
Mary Mason is een van de meest veelbelovende studenten van haar lichting op een opleiding chirurgie. Haar aanhoudende geldnood leidt haar alleen af van haar studie. Daarom reageert ze op een advertentie waarin gevraagd wordt om danseressen voor een stripclub. Clubeigenaar Billy Barker laat haar langskomen en neemt haar mee naar een achterkamertje voor een intakegesprek. Halverwege hun kennismaking komt een medewerker van Billy hem roepen vanwege een probleem in de club: een zwaar toegetakelde man. Billy heeft net Mary's cv gelezen en biedt haar daarom $5000,- om de man ter plekke op te lappen. Ze accepteert het geld, doet wat er van haar gevraagd wordt en geeft daarna thuis over.
Een paar dagen na het voorval dringt Beatress bij Mary binnen, een vrouw die middels plastisch chirurgische ingrepen zoveel mogelijk op Betty Boop probeert te lijken. Ze blijkt een stripster uit Billy's club. Beatress heeft gehoord van Mary's werk daar. Ze biedt haar daarom $10.000,- om een ongewone operatie uit te voeren op een vriendin van haar, omdat reguliere ziekenhuizen de ingreep weigeren. Wanneer Mary daadwerkelijk op komt dagen, stelt Beatress haar voor aan Ruby Realgirl, een vrouw die al een reeks van plastisch chirurgische ingrepen achter de rug heeft om zoveel mogelijk op een pop te lijken. Ruby wil dat Mary de laatste stap in het proces uitvoert: het verwijderen van haar tepels en schaamlippen. De riante vergoeding maakt dat Mary het voorstel accepteert.
Op haar opleiding houdt Mary's leraar Dr. Walsh haar aan. Hij nodigt haar uit om die avond naar een feestje van een groep chirurgen te komen, waaronder hijzelf en Dr. Grant, eveneens een van haar leraren. Ze stemt toe en doft zich op om in de smaak te vallen. De aanwezige artsen werken alleen heimelijk samen om Mary zoveel mogelijk gedrogeerde drank te laten drinken. Zodra ze bijna niet meer op haar voeten kan staan, neemt Grant haar mee naar een kamer en verkracht hij haar. Tijdens zijn daad neemt hij alles op met een videocamera. Wanneer Mary de volgende morgen naast Grant wakker wordt, realiseert ze zich dat hij haar verkracht heeft. Ze gaat daarom weer naar Billy en betaalt hem op haar beurt $5000,- om Grant te laten ontvoeren. Die ziet Mary terug wanneer hij vastgebonden op een tafel in een geïmproviseerde operatiekamer ligt. Ze vertelt hem dat ze zijn tong gaat splijten, zijn genitaliën gaat 'aanpassen' en een amputatie bij hem gaat verrichten. Zonder hem verder te verdoven, gaat ze aan het werk.
Mary stopt per direct met haar opleiding. In plaats daarvan gaat ze fulltime aan de slag als ondergrondse chirurg voor extreme body modifications. Hoe uitzinniger, hoe liever. Dan klopt rechercheur Dolor bij Mary aan. Hij vertelt haar dat hij bezig is met een onderzoek naar de verdwijning van Grant. Ze vertelt hem van niets te weten. Na het vertrek van Dolor gaat Mary naar een verlaten pakhuis, waar ze Grant nog steeds gevangen houdt. Ze heeft zijn onderarmen en onderbenen geamputeerd en zijn mond dichtgenaaid. Wat er van hem over is, hangt jammerend en snikkend aan haken in zijn rug, die met kettingen vastzitten aan het plafond. Ze blijkt nog altijd niet klaar met hem. Een beveiligingsmedewerker betrapt Mary, maar ze overmeestert en doodt hem.
Rechercheur Dolor klopt opnieuw aan bij Mary. Ook Dr. Walsh is verdwenen. Dolor laat Mary weten dat hem inmiddels bekend is dat Walsh en Grant seksfeesten organiseerden om daarop vrouwen te verkrachten. Hij heeft een hele serie opnames van de slachtoffers gevonden. Mary schrikt. Dolor laat haar niettemin weten dat er van haar geen opname was, maar dat hij wel vermoedt dat haar toch ook iets dergelijks is overkomen. Mary ontkent dat eens te meer. Wat ze niet weet, is dat Billy zowel Walsh als de opname van haar verkrachting heeft laten verdwijnen. Tijdens een gesprek met Mary werd hem duidelijk wat de chirurgen haar hadden aangedaan. Daarop is hij ook de medeplichtige Walsh op gaan halen om die met eigen handen tot pulp te slaan. Bij de ontvoering vond hij onder meer de opname waar haar verkrachting op stond.
Beatress komt plotseling niet meer opdagen in de stripclub. Ze heeft Billy niets laten weten en neemt haar telefoon niet op. Wanneer Mary een paar dagen later thuiskomt, belt Beatress haar plotseling zelf. De man van Ruby heeft haar neergestoken en is nu op zoek naar Mary. Hij is woest over de laatste operatie die zijn vrouw onderging. De man blijkt al in Mary's huis te zijn. Hij bestormt haar van achteren en steekt haar neer. Ze doodt hem, hecht zelf haar wond dicht, maar sterft toch uiteindelijk door bloedverlies. Dolor arriveert op de plaats delict. Mary's lijk ligt op de grond voor de openstaande deur naar haar geheime operatiekamer. Ook vindt hij een fotoalbum met daarin tal van foto's die Mary maakte van Grant op verschillende momenten tussen verdere verminkingen in.

## Rolverdeling
- Katharine Isabelle  - Mary Mason
- Antonio Cupo -  Billy Barker
- Tristan Risk -  Beatress Johnson
- Paula Lindberg  - Ruby Realgirl
- Twan Holliday -  Lance Delgreggo
- John Emmet Tracy  - Rechercheur Dolor
- David Lovgren -  Dr. Grant
- Clay St. Thomas -  Dr. Walsh
- Nelson Wong -  Dr. Black
- Sylvia Soska  - Berlijnse tweelingzus 1
- Jen Soska  - Berlijnse tweelingzus 2
- Paul Anthony  - Rat
- Travis Watters  - Mr. Realgirl
- Marius Soska  - Dr. Janusz
- Brenda Anderson  - Nana (stem)

## Trivia
- De twee Berlijnse zussen die bij Mary aankloppen om onder meer hun linkerarmen te laten verwisselen, zijn regisseuses Jen en Sylvia Soska in een gezamenlijke cameo-rol.